# Carina Söderman
Carina Elisabeth Söderman, född 6 september 1964 i Säffle, är en svensk skådespelare och sångerska. 

## Biografi
Söderman medverkade som ung på Säffleoperan. Hon studerade dramatik på universitetet i Göteborg men flyttade till Stockholm och medverkade i Les Misérables och flera musikaler på Riksteatern. Hon medverkade i Himladjuren på Jönköpings länsteater 1996 och spelade därefter Ulrika i Kristina från Duvemåla. Söderman har varit engagerad på Skillinge Teater, där hon bland annat spelat Lola i Drömmen om Florens av Peter Zell och Lena i Lena och Percy Präriehund av Jonas Gardell. Hon medverkade också i TV-serierna Orka! Orka! och Häktet. 2012–2013 spelade hon  Alice Beineke i Familjen Addams på Östgötateatern. 2014–2015 medverkade Söderman även i Sound of Music på samma teater, där hon spelade Abbedissan. År 2022 spelade hon Olga i Så som i himmelen på Malmö Opera.

## Filmografi (urval) och TV-serier
- 2004 – Orka! Orka! (TV-serie)
- 2005 – Häktet (TV-serie)
- 2011 – Den bästa utsikten
- 2012 – Cockpit
- 2016 – Syrror (TV-serie) (gästroll)

## Teater

### Roller (ej komplett)
| År   | Roll           | Produktion                                                                          | Regi             | Teater          |
| ---- | -------------- | ----------------------------------------------------------------------------------- | ---------------- | --------------- |
| 1991 |                | Zorba! Fred Ebb, John Kander och Joseph Stein                                       | Georg Malvius    | Riksteatern     |
| 2008 | Fågelkvinnan   | Mary Poppins Bröderna Sherman, Julian Fellowes, George Stiles och Anthony Drewe     | Stina Ancker     | Göteborgsoperan |
| 2014 | Abbedissan     | Sound of Music Richard Rodgers, Oscar Hammerstein, Howard Lindsay och Russel Crouse | Mattias Carlsson | Östgötateatern  |
| 2015 | Patricia Fodor | Crazy for you Ken Ludwig, George och Ira Gershwin                                   | Mattias Carlsson | Göteborgsoperan |
| 2019 | Fru Potts      | Skönheten och odjuret Alan Menken, Howard Ashman, Tim Rice och Linda Woolverton     | Linus Fellbom    | Malmö Opera     |
| 2020 | Mrs Meeker     | Funny Girl Jule Styne, Bob Merrill och Isobel Lennart                               | Ronny Danielsson | Malmö Opera     |

### Fotnoter
1. ↑  ”Teaterannons”. Dagens Nyheter:  s. 44. 20 juli 1991. http://arkivet.dn.se/arkivet/tidning/1991-07-20/194/44. Läst 12 juni 2016.
2. ↑  ”Mary Poppins”. Göteborgsoperan. Arkiverad från originalet den 7 januari 2018. https://web.archive.org/web/20180107061031/http://sv.opera.se/forestallningar/mary-poppins-2008-2009/. Läst 6 januari 2018.
3. ↑  ”Crazy for you”. Göteborgsoperan. Arkiverad från originalet den 2 september 2015. https://web.archive.org/web/20150902162013/http://sv.opera.se/forestallningar/crazy-for-you-2015-2016/. Läst 6 september 2015.